# Videouno
Videouno è stata un'emittente televisiva di Torino, dichiaratamente comunista, che trasmetteva, a metà degli anni ottanta, sulle frequenze UHF 21 e 53. Il logo era costituito da una farfalla, con ali dal bordo di colore blu. Particolarmente curato era l'appuntamento con l'informazione locale. L'edizione serale di Videouno notizie presentava un taglio critico accentuato e un approfondimento adeguato ai temi dedicati al lavoro. Nei primi anni 80 Antonio Nazzaro collaborò con la redazione. L'esistenza dell'emittente durò tuttavia pochi anni e, già all'inizio degli anni novanta, sullo stesso canale trasmetteva l'emittente Tele Alpi, la cui vita fu ancora più breve.